# Pacajes (provins)

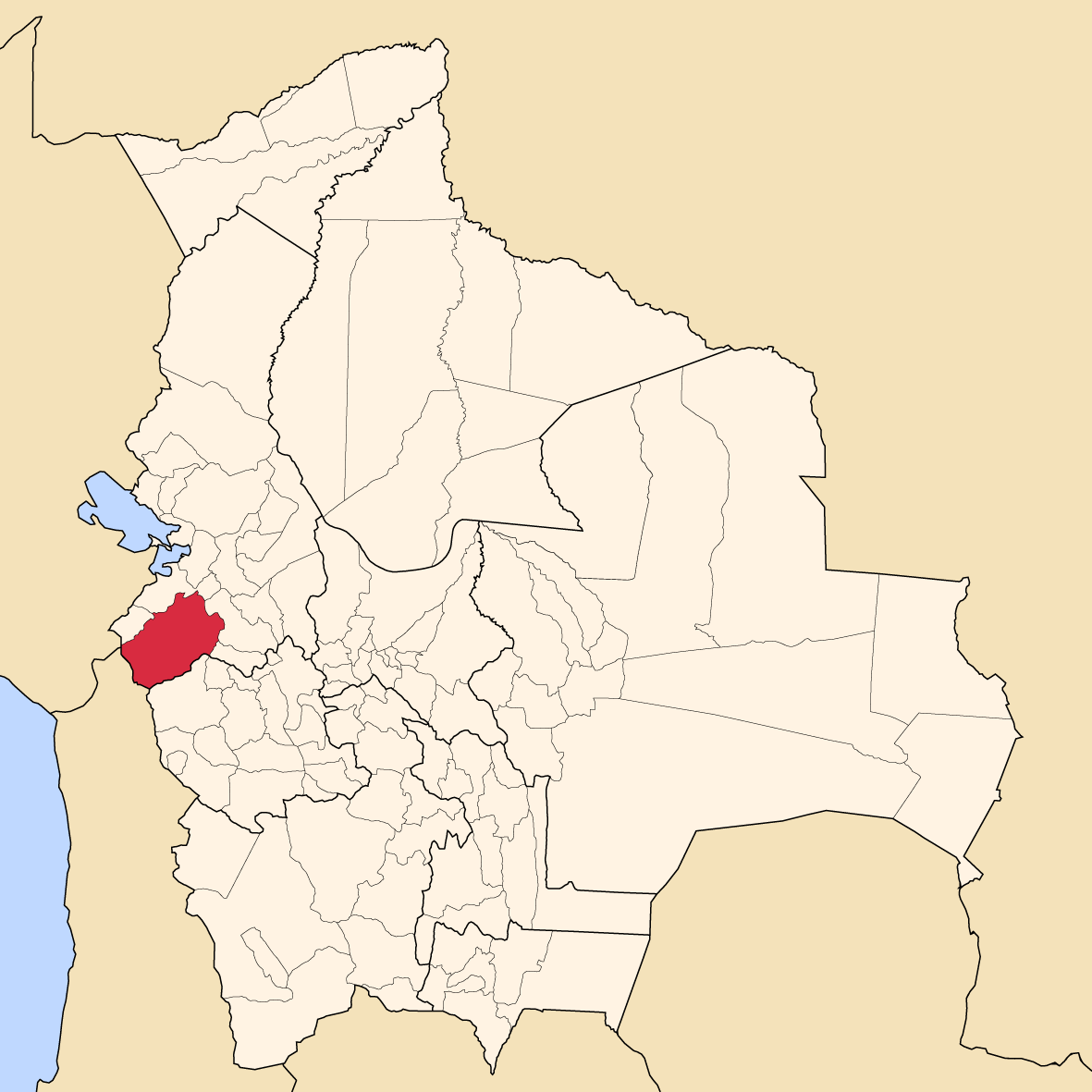
Provinsens läge i Bolivia

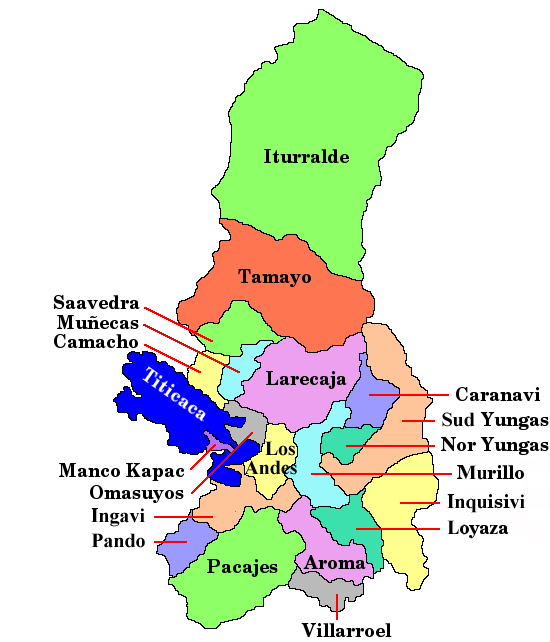
Provinser i La Paz

Pacajes är en provins i departementet La Paz i Bolivia. Den administrativa huvudorten är Coro Coro.